# Sent Prist de Salanhac
Sant Prit la Plana (en francès Saint-Priest-la-Plaine) és una localitat i comuna de França, a la regió de la Nova Aquitània, departament de la Cruesa. La seva població al cens de 1999 era de 287 habitants. Està integrada a la Communauté de communes de Bénévent-Grand-Bourg.

## Demografia
| 1968 | 1975 | 1982 | 1990 | 1999 |
| ---- | ---- | ---- | ---- | ---- |
| 520  | 427  | 367  | 310  | 287  |

## Administració
| Període | Identitat   | Partit |
| ------- | ----------- | ------ |
| 2001-   | Guy Montaud | PS     |